# Poltavo Boholiubivka, Peatîhatkî
Poltavo Boholiubivka (în ucraineană Полтаво Боголюбівка) este un sat în comuna Bohdano-Nadejdivka din raionul Peatîhatkî, regiunea Dnipropetrovsk, Ucraina.

## Demografie
Componența lingvistică a localității Poltavo Boholiubivka
     Ucraineană (90,2%)
     Rusă (9,8%)
Conform recensământului din 2001, majoritatea populației localității Poltavo Boholiubivka era vorbitoare de ucraineană (90,2%), existând în minoritate și vorbitori de rusă (9,8%).